# Francesco Landini
Francesco Landini (tudi Landino) italijanski skladatelj, pevec, pesnik, glasbilar in orglar, * okrog 1325, † 2. september 1397, Firence.

## Življenje
Landini je bil najverjetneje rojen v Firencah, čeprav je njegov pranečak, humanist Cristoforo Landino za njegov rojstni kraj v svojih spisih navedel bližnje mesto Fiesole. Njegov oče, Jacopo del Casentino je bil v svojem času znan slikar Giottove šole. Landini je bil slep od rojstva in se je kmalu začel ukvarjati z glasbo. Njegov kronist Filippo Villani v knjigi o slavnih Florentincih (1385) navaja, da je bil vsestranski glasbenik, in da je celo iznašel instrument, imenovan »syrenam«.
Od leta 1361 je bil zaposlen kot orglar v samostanu Santa Trinità, od 1365 pa v cerkvi San Lorenzo v Firencah, kjer je tudi pokopan. Njegov nagrobnik je bil do 19. stoletja izgubljen, zdaj pa je spet na ogled v cerkvi (na njem so vidne podobne orgle kot na sliki desno).

## Glasba
Landini je najvidnejši skladatelj italijanskega stila trecento, ki je imenovan tudi »italijanska ars nova«. Njegova glasba je večinoma posvetna, obstajajo sicer zapisi o njegovi cerkveni glasbi, ki pa se do danes ni ohranila. Preživelo je 89 dvoglasnih balad, 42 troglasnih balad in nadaljnjih 9, ki obstajajo tako v dvo- kot v triglasni verziji. Preživelo je tudi manjše število madrigalov. Ta opus predstavlja skoraj četrtino vse ohranjene italijanske glasbe 14. stoletja.
Landini je tudi eponim za Landinijevo kadenco (Landinijeva seksta), kadenčni postop, pri katerem je šesta stopnja lestvice vstavljena med vodilni ton in njegov razvez v toniko.